# Тимошинина, Наталья Владимировна
Ната́лья Влади́мировна Тимоши́нина (урожд. Кузнецова, в первом браке Лобанова; 30 мая 1947, Москва — 28 сентября 1998, Москва) — советская прыгунья в воду, двукратная чемпионка СССР (1969, 1972), чемпионка Европы (1966), призёр Олимпийских игр (1968). Заслуженный мастер спорта СССР (1969). Заслуженный тренер России.

## Биография

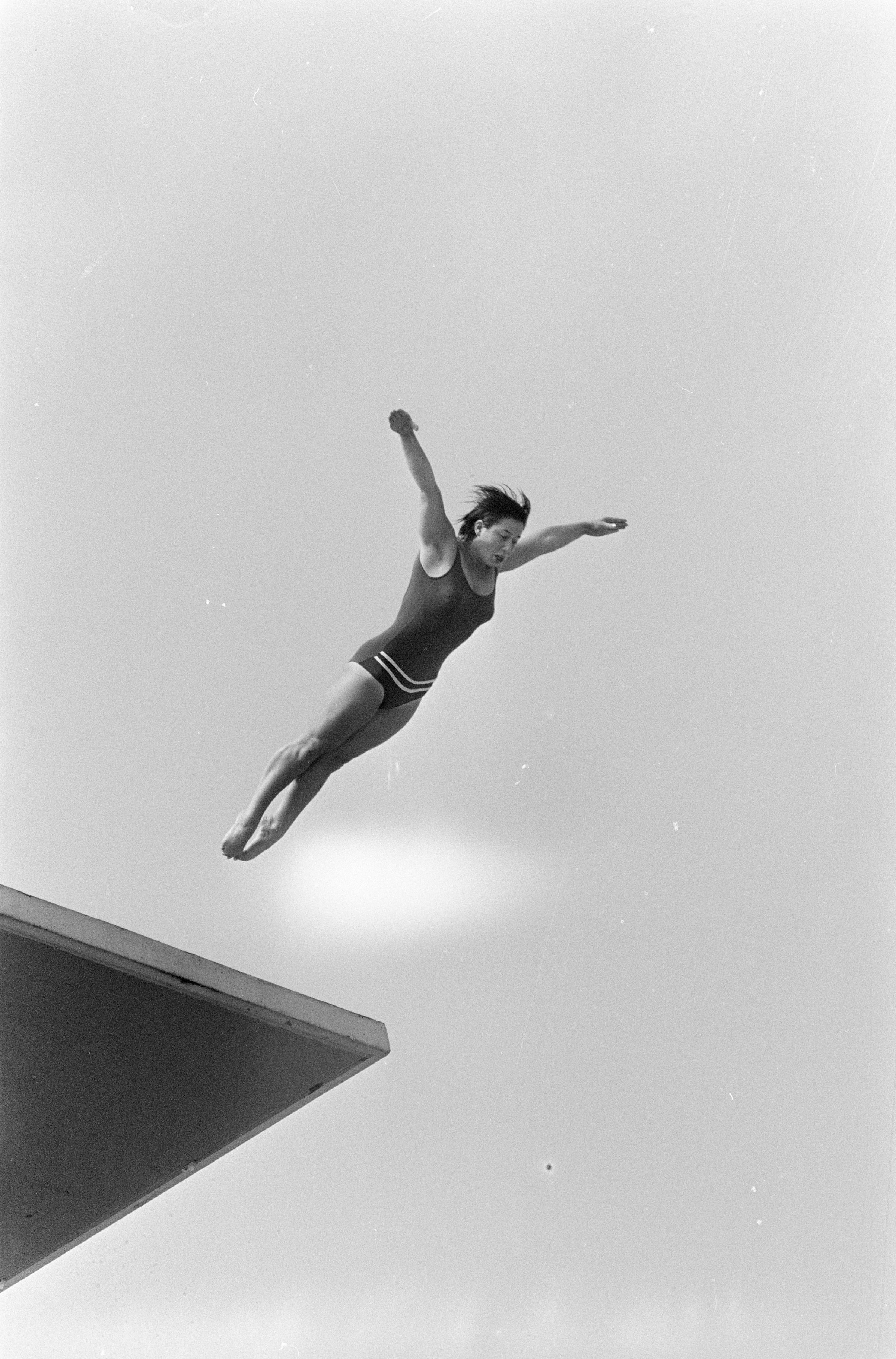
На чемпионате Европы 1966 года

Родилась 30 мая 1947 года в Москве в семье известного советского ватерполиста и тренера по водному поло Владимира Кузнецова.  Начала заниматься прыжками в воду в возрасте 7 лет в ДСО «Спартак». На протяжении всей спортивной карьеры тренировалась под руководством Татьяны Петрухиной.
В 1962 году дебютировала в составе сборной СССР на чемпионате Европы в Лейпциге, где выиграла бронзовую медаль в прыжках с трёхметрового трамплина. В дальнейшем наиболее значимых результатов добивалась в прыжках с десятиметровой вышки. В 1966 году завоевала звание чемпионки Европы в этой дисциплине, а в 1968 году — серебряную награду Олимпийских игр в Мехико.
Окончила ГЦОЛИФК. В 1972 году завершила свою спортивную карьеру. В последующие годы занималась тренерской деятельностью в ДСО «Спартак» и МГФСО. Среди подготовленных ею спортсменов трёхкратная чемпионка Европы Светлана Тимошинина. В 1992–1998 годах также тренировала своего сына Владимира Тимошинина, в 1995–1998 годах работала с призёром чемпионата Европы Валерием Стаценко.
Умерла 28 сентября 1998 года в Москве. Похоронена на Даниловском кладбище. В Москве ежегодно проводятся юниорские соревнования по прыжкам в воду, посвящённые памяти Натальи Тимошининой.

## Семья
- Владимир Кузнецов (1912—1984) — отец, советский ватерполист и тренер по водному поло, трёхкратный чемпион СССР (1945, 1946, 1949), тренер сборной СССР на Олимпийских играх в Хельсинки (1952)[3].
- Владимир Кузнецов (род. 1937) — брат, советский ватерполист, чемпион Европы (1966), призёр Олимпийских игр (1964).
- Александр Тимошинин (1948—2021) — муж, советский гребец, двукратный чемпион Олимпийских игр (1968, 1972).
- Владимир Тимошинин (1970—2023) — сын, советский и российский прыгун в воду, двукратный чемпион Европы (1991, 1995), призёр чемпионата мира (1994).